# Cryptothripa
Cryptothripa is een geslacht van vlinders van de familie visstaartjes (Nolidae), uit de onderfamilie Chloephorinae.

## Soorten
- C. occulta Swinhoe, 1885
- C. polyhymnia (Hampson, 1902)